# Museo di storia militare di Belgrado
Il Museo della Storia Militare (in serbo Војни музеј Београд?, Vojni muzej Beograd) è situato a Belgrado, in Serbia, ed è ospitato all'interno della fortezza. Fondato nel 1878, il museo della storia militare ospita più di 3.000 pezzi. Tra questi troviamo elmi e spade romane, oggetti a scopo militare utilizzati nell'antica Grecia, armi serbe, accette, scudi, elmi, spade, indumenti e altri oggetti utilizzati nell'antichità a scopo militare.

## Storia
Il Museo è stato fondato con decreto del principe Milan Obrenović del 10/22 agosto 1878, subito dopo che la Serbia ottenne l'indipendenza al Congresso di Berlino.
La prima mostra fu inaugurata in occasione del centenario della prima rivolta serba in un modesto edificio nella Città Alta della Fortezza di Belgrado nel 1904. Poiché per quasi un secolo, a causa di lotte dinastiche, non si era lavorato a sufficienza sulla rivoluzione serba, in seguito al colpo di stato di maggio del 1903 iniziò la ricerca su questo evento significativo della storia serba. Parallelamente alla raccolta e all'elaborazione dei materiali d'archivio, era necessario raccogliere e preservare i resti della cultura materiale e salvarli dal degrado.

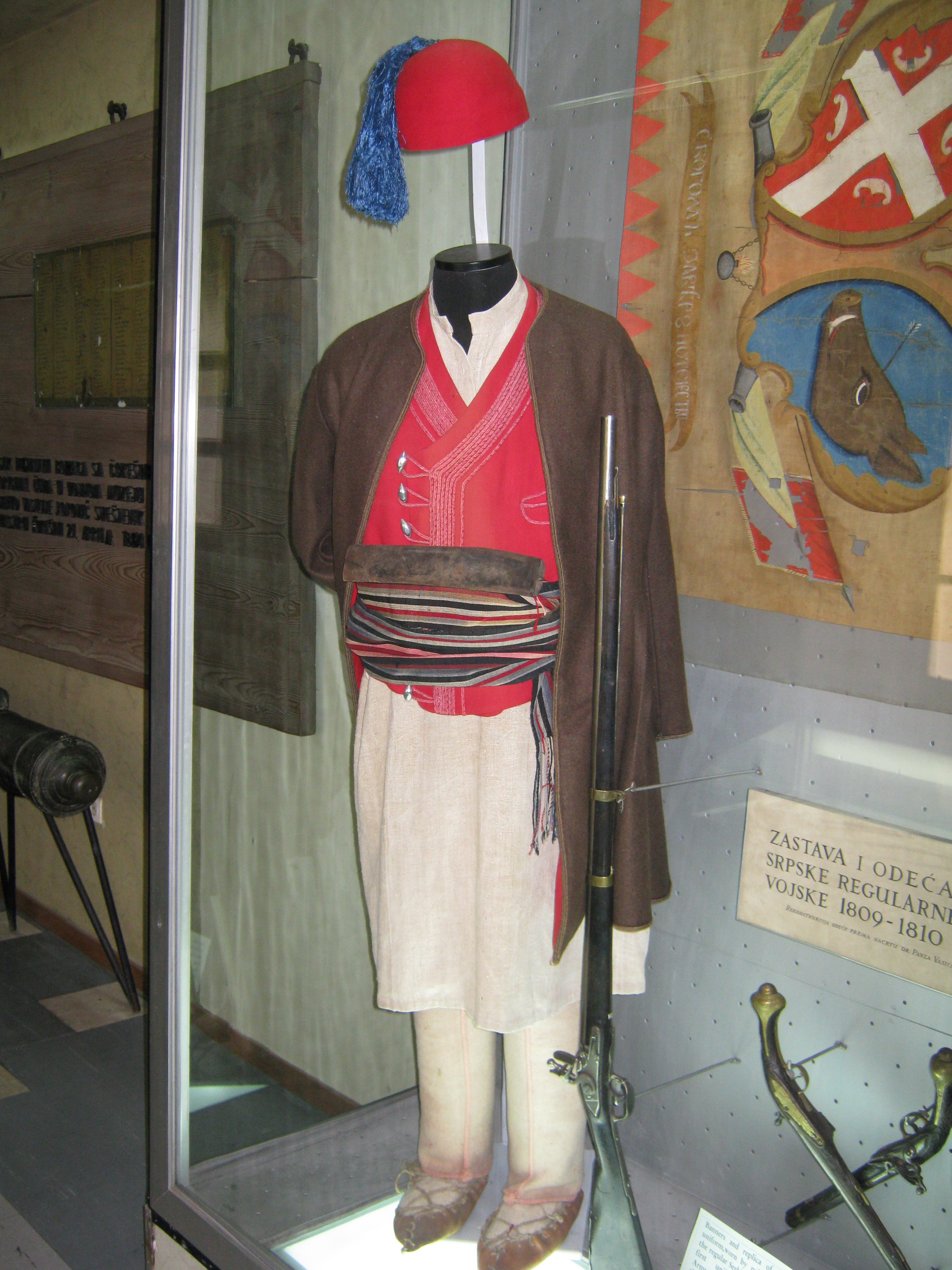
Uniforme e armi appartenenti a un soldato regolare dell'Esercito insurrezionale serbo del 1809/10.

Nel registro militare ufficiale (in serbo: Službenom vojnom listu) n. Il datato 25 maggio 1904, n. 17, venne pubblicato un invito ai cittadini a presentare armi, equipaggiamento, uniformi, bandiere, statuti, lettere, ecc. dei loro antenati, partecipanti alle guerre per l'indipendenza e la liberazione della Serbia, in occasione dell'inaugurazione solenne del Museo militare. Il materiale venne raccolto e preparato per l'elaborazione e l'esposizione già prima di questa azione. Nella registro militare ufficiale del 1887, a pagina 1037, venne pubblicato un invito ai comandi e alle autorità militari, nonché agli ufficiali in servizio attivo e di riserva, a fornire informazioni sulle bandiere conservate nel Museo. La base finanziaria del museo era costituita da donazioni.
Il museo, in quanto istituzione ben organizzata, partecipò all'Esposizione balcanica di Londra nel 1907. La prima guerra mondiale portò al museo le sue prime sofferenze. Durante l'evacuazione delle collezioni museali nel 1915, un gran numero di oggetti di valore scomparvero irrimediabilmente. L'idea dell'esistenza e dell'importanza del Museo non venne però abbandonata neanche durante la guerra. Nel 1917 il Ministero della Guerra ne ricordò l'esistenza e la raccolta dei reperti riprese. 
La nuova mostra venne inaugurata nel Regno dei Serbi, Croati e Sloveni il 20 aprile 1937. Questo importante compito fu intrapreso dal direttore generale Vojislav Vuković, che ricoprì la carica di amministratore dal 1934 al 1945. Per preparare l'esposizione museale fu costituito un comitato consultivo, di cui facevano parte personalità di spicco del corpo ufficiali e della vita culturale, tra cui Milan Kašanin e Nikola Krasnov, architetto del Ministero dell'Edilizia. Nel 1936 Vuković portò con sé dall'Istituto tecnico militare di Kragujevac un numero considerevole di oggetti (armi e bandiere della prima guerra mondiale). Nello stesso anno visitò Istanbul e riuscì miracolosamente ad acquistare 18 armi dal Museo militare locale. Le collezioni del museo si sono arricchite anche grazie a numerosi donatori, discendenti di antenati illustri ed eroi delle guerre di liberazione. Così nel Museo sono stati rinvenuti anche oggetti appartenuti al duca Stepa Stepanović, Božidar Terzić, Pavle Jurisić Šturm, Mihail Živanović, Miloš Vasić e altri. 

## Esemplari in esposizione
Lista parziale dei mezzi in esposizione al museo della storia militare di Belgrado:
| Veicolo/Velivolo           | Origine          | Tipo                          | Anno     | Note | Immagine |
| -------------------------- | ---------------- | ----------------------------- | -------- | --- | -------- |
| ATS-59                     | Unione Sovietica | Trattore d'artiglieria        | Anni '60 | Versione G.                                                                                               |          |
| BM-13                      | Unione Sovietica | Lanciarazzi multiplo          | Anni '50 | Versione BM-13-16.                                                                                        |          |
| Breda M. 36                | Italia           | Cannone automatico contraereo | Anni '30 | |          |
| Cannone da 47/32 Mod. 1935 | Austria          | Cannone controcarro           | Anni '30 | Di fabbricazione austriaca seppur utilizzato dal Regio Esercito.                                          |          |
| Humvee                     | Stati Uniti      | Veicolo da ricognizione       | Anni '80 | |          |
| Krupp 105 mm Mod. 1912     | Romania          | Obice                         | Anni '10 | |          |
| L3/35                      | Italia           | Carro armato leggero          | Anni '30 | |          |
| M13/40                     | Italia           | Carro armato medio            | Anni '40 | |          |
| M3A1 Stuart                | Regno Unito      | Carro armato leggero          | Anni '40 | |          |
| M3A3 Stuart                | Regno Unito      | Carro armato leggero          | Anni '40 | |          |
| PaK 38                     | Germania         | Cannone anticarro             | Anni '40 | |          |
| Panzer II                  | Germania         | Carro armato leggero          | Anni '30 | Versione Aust. C.                                                                                         |          |
| PzKpfw I Aust F            | Germania         | Carro armato leggero          | Anni '40 | Versione Ausf. F.                                                                                         |          |
| Panzer 35(t)               | Cecoslovacchia   | Carro armato leggero          | Anni '30 | Versione della Germania nazista.                                                                          |          |
| Renault FT                 | Francia          | Carro armato leggero          | Anni '20 | |          |
| Sd.Kfz. 250                | Germania         | Veicolo trasporto truppe      | Anni '40 | Versione con cannone anticarro 5 cm PaK 38.                                                               |          |
| Sturmgeschütz III          | Germania         | Cannone d'assalto             | Anni '40 | Versione Ausführung F/8.                                                                                  |          |
| T-34/85                    | Unione Sovietica | Carro armato medio            | 1969     | |          |
| Teški Tenk Vozilo A        | Jugoslavia       | Carro armato medio            |          | Versione Jugoslava del T-34/85.                                                                           |          |
| TKF                        | Polonia          | Tankette                      | Anni '30 | |          |
| Zastava AR-55              | Jugoslavia       | Fuoristrada                   |          | Versione jugoslava prodotta su licenza dalla Zastava della Fiat Campagnola. Versione delle Nazioni Unite. |          |